# Rancho Mirage Tennis Games 1977
Il Rancho Mirage Tennis Games 1977, conosciuto anche con il nome di American Airlines Tennis Games 1977 per ragioni di sponsorizzazione, è stato un torneo di tennis giocato sul cemento. È stata la 4ª edizione del torneo facente parte del Grand Prix 1977. Il torneo si è giocato al Mission Hills Country Club di Rancho Mirage, nei pressi di Palm Springs in California, dal 21 al 27 febbraio 1977.

## Partecipanti

### Teste di serie
| Nazionalità | Giocatore       | Ranking |
| ----------- | --------------- | ------- |
| Messico     | Raúl Ramírez    | 5       |
| Argentina   | Guillermo Vilas | 6       |
| Stati Uniti | Harold Solomon  | 8       |
| Stati Uniti | Brian Gottfried | 10      |
| Stati Uniti | Roscoe Tanner   | 11      |
| Polonia     | Wojciech Fibak  | 14      |
| Stati Uniti | Dick Stockton   | 15      |
| Stati Uniti | Stan Smith      | 16      |
| Regno Unito | Mark Cox        | 17      |
| Stati Uniti | Robert Lutz     | 20      |
| Cile        | Jaime Fillol    | 24      |
| Sudafrica   | Cliff Drysdale  | 25      |
| Australia   | Ray Ruffels     | 27      |
| Stati Uniti | Cliff Richey    | 28      |
| India       | Vijay Amritraj  | 31      |
| Ungheria    | Balázs Taróczy  | 31      |

## Campioni

### Singolare maschile
Brian Gottfried ha battuto in finale  Guillermo Vilas con il punteggio di 2–6, 6–1, 6–3
- È stato il 3º titolo stagionale per Gottfried, nonché il suo 41º titolo in carriera.

### Doppio maschile
Bob Hewitt /  Frew McMillan hanno battuto in finale  Marty Riessen /  Roscoe Tanner con il punteggio di 7–6, 7–6
- È stato il 2º titolo stagionale per Hewitt, nonché il suo 32º titolo in carriera; per McMillan è stato il suo 2º titolo stagionale, nonché il suo 37º in carriera.